# Froskrörtjärnen
Froskrörtjärnen är en sjö i Strömsunds kommun i Jämtland och ingår i Ångermanälvens huvudavrinningsområde. Sjön har en area på 0,108 kvadratkilometer och ligger 572,6 meter över havet. Sjön avvattnas av vattendraget Svanavattenån.

## Delavrinningsområde
Froskrörtjärnen ingår i det delavrinningsområde (711536-146457) som SMHI kallar för Utloppet av Froskrörtjärn. Medelhöjden är 607 meter över havet och ytan är 0,92 kvadratkilometer. Det finns inga avrinningsområden uppströms utan avrinningsområdet är högsta punkten. Svanavattenån som avvattnar avrinningsområdet har biflödesordning 4, vilket innebär att vattnet flödar genom totalt 4 vattendrag innan det når havet efter 240 kilometer. Avrinningsområdet består mestadels av skog (88 procent). Avrinningsområdet har 0,11 kvadratkilometer vattenytor vilket ger det en sjöprocent på 11,6 procent.